# Болгарська хокейна ліга
Болгарська хокейна ліга (болг. Държавно първенство по хокей на лед) — щорічні хокейні змагання в Болгарії, які проводяться з 1952 року. У чемпіонаті беруть участь 5 або 6 клубів.

## Історія
У чемпіонаті Болгарії брали участь 5—6 команд, проводили матчі в 5 кіл. З 1985 року після завершення попереднього турніру команди, що зайняли 1—2-е місця, проводили серію з трьох матчів. Очки, набрані у попередньому турнірі, враховуються, якщо якась із команд стає недосяжною, решта матчів не проводяться. В останніх сезонах у чемпіонаті беруть участь лише чотири клуби, інколи замість четвертого клубу виступає молодіжна збірна Болгарії.

## Клуби
- СК «Ірбіс Скейт»
- НСА (Софія)
- «Славія» (Софія)
- ЦСКА (Софія)
- «Червена звезда» (Софія)
- «Левські» (Софія)

## Список чемпіонів
- 1952 — «Червено знаме» (Софія)
- 1953 — «Ударник» (Софія)
- 1954 — «Ударник» (Софія)
- 1955 — «Торпедо» (Софія)
- 1956 — «Червено знаме» (Софія)
- 1957 — чемпіонат не проводився
- 1958 — «Червено знаме» (Софія)
- 1959 — «Червено знаме» (Софія)
- 1960 — «Червено знаме» (Софія)
- 1961 — «Червено знаме» (Софія)
- 1962 — «Червено знаме» (Софія)
- 1963 — «Червено знаме» (Софія)
- 1964 — ЦДНА (Софія)
- 1965 — ЦСКА «Червено знаме» (Софія)
- 1966 — ЦСКА «Червено знаме» (Софія)
- 1967 — ЦСКА «Червено знаме» (Софія)
- 1968 — «Металург» (Перник)
- 1969 — ЦСКА «Септемврійско знаме» (Софія)
- 1970 — «Кракра» (Перник)
- 1971 — ЦСКА «Септемврійско знаме» (Софія)
- 1972 — ЦСКА «Септемврійско знаме» (Софія)
- 1973 — ЦСКА «Септемврійско знаме» (Софія)
- 1974 — ЦСКА «Септемврійско знаме» (Софія)
- 1975 — ЦСКА «Септемврійско знаме» (Софія)
- 1976 — «Левські-Спартак» (Софія)
- 1977 — «Левські-Спартак» (Софія)
- 1978 — «Левські-Спартак» (Софія)
- 1979 — «Левські-Спартак» (Софія)
- 1980 — «Левські-Спартак» (Софія)
- 1981 — «Левські-Спартак» (Софія)
- 1982 — «Левські-Спартак» (Софія)
- 1983 — ЦСКА «Септемврійско знаме» (Софія)
- 1984 — ЦСКА «Септемврійско знаме» (Софія)
- 1985 — «Славія» (Софія)
- 1986 — ЦСКА «Септемврійско знаме» (Софія)
- 1987 — «Славія» (Софія)
- 1988 — «Славія» (Софія)
- 1989 — «Левські-Спартак» (Софія)
- 1990 — «Левські-Спартак» (Софія)
- 1991 — «Славія» (Софія)
- 1992 — «Левські-Спартак» (Софія)
- 1993 — «Славія» (Софія)
- 1994 — «Славія» (Софія)
- 1995 — «Левські» (Софія)
- 1996 — «Славія» (Софія)
- 1997 — «Славія» (Софія)
- 1998 — «Славія» (Софія)
- 1999 — «Левські» (Софія)
- 2000 — «Славія» (Софія)
- 2001 — «Славія» (Софія)
- 2002 — «Славія» (Софія)
- 2003 — «Левські» (Софія)
- 2004 — «Славія» (Софія)
- 2005 — «Славія» (Софія)
- 2006 — «Академіка» (Софія)
- 2007 — «Академіка» (Софія)
- 2008 — «Славія» (Софія)
- 2009 — «Славія» (Софія)
- 2010 — «Славія» (Софія)
- 2011 — «Славія» (Софія)
- 2012 — «Славія» (Софія)
- 2013 — ЦСКА (Софія)
- 2014 — ЦСКА (Софія)
- 2015 — ЦСКА (Софія)
- 2016 — СК «Ірбіс Скейт»
- 2017 — СК «Ірбіс Скейт»
- 2018 — СК «Ірбіс Скейт»
- 2019 — СК «Ірбіс Скейт»
- 2020 — СК «Ірбіс Скейт»
- 2021 — СК «Ірбіс Скейт»
- 2022 — НСА (Софія)
- 2023 — СК «Ірбіс Скейт»
- 2024 — СК «Ірбіс Скейт»
- 2025 — НСА (Софія)

## Титули
| Титули | Клуб                                                    | Переможні сезони |
| ------ | ------------------------------------------------------- | --- |
| 24     | ЦСКА (Софія) ЦДНА (Софія) «Червено знаме» (Софія)       | 1952, 1956, 1958, 1959, 1960, 1961, 1962, 1963, 1964, 1965, 1966, 1967, 1969, 1971, 1972, 1973, 1974, 1975, 1983, 1984, 1986, 2013, 2014, 2015 |
| 21     | «Славія» (Софія) «Ударник» (Софія) (1951—1957)          | 1953, 1954, 1985, 1987, 1988, 1991, 1993, 1994, 1996, 1997, 1998, 2000, 2001, 2002, 2004, 2005, 2008, 2009, 2010, 2011, 2012                   |
| 13     | «Левські» (Софія) «Левські-Спартак» (Софія) (1969—1990) | 1976, 1977, 1978, 1979, 1980, 1981, 1982, 1989, 1990, 1992, 1995, 1999, 2003                                                                   |
| 8      | СК «Ірбіс Скейт»                                        | 2016, 2017, 2018, 2019, 2020, 2021, 2023, 2024                                                                                                 |
| 2      | «Академіка» (Софія)                                     | 2006, 2007 |
| 2      | НСА (Софія)                                             | 2022, 2025 |
| 1      | «Кракра» (Перник)                                       | 1970 |
| 1      | «Металург» (Перник)                                     | 1968 |
| 1      | «Торпедо» (Софія)                                       | 1955 |